# 奥特瓦日诺耶村委员会
奥特瓦日诺耶村委员会（俄语：Отважненский сельсовет）是俄罗斯联邦阿穆尔州阿尔哈拉区所属的一个村委员会。其下辖有4个居民点，行政中心为奥特瓦日诺耶。据2016年统计，该村委员会的人口为950人。